# Nikola Vujadinović
Nikola Vujadinović (serbisch-kyrillisch Никола Вујадиновић, bulgarisch Никола Вуядинович Nikola Wujadinowitsch; * 31. Juli 1986 in Belgrad) ist ein montenegrinischer Fußballspieler mit bulgarischer Staatsbürgerschaft. Der Abwehrspieler spielt seit Sommer 2017 beim polnischen Erstligisten Lech Posen.

## Sportliche Laufbahn
Vujadinović begann seine Karriere in der Jugendabteilung des FK Roter Stern Belgrad, von wo er 2004 zum Lokalrivalen FK Rad wechselte. Nach nur einem Einsatz wechselte er zum Erstligisten von Serbien und Montenegro FK Zeta Golubovci. Mit den Montenegrinern konnte er den fünften Platz erreichen und wurde 22-mal eingesetzt, dabei erzielte er seine ersten zwei Profitore. In der Saison 2006/07 stand der Innenverteidiger beim serbischen Zweitligisten FK Radnički Pirot unter Vertrag. Nach wiederum nur einer Spielzeit kehrte er seinem Geburtsland den Rücken und wechselte nach Bulgarien zu ZSKA Sofia. Dort spielte er das erste Mal auf internationaler Ebene, als er im UEFA-Cup-Qualifikationsspiel gegen Omonia Nikosia, den Vertreter aus Zypern, am 16. August 2007 durchspielte. Die Bulgaren schieden in der ersten Runde gegen den FC Toulouse aus Frankreich aus. Am Ende der Saison konnte Vujadinović trotzdem feiern, denn mit ZSKA wurde er bulgarischer Meister, wobei er mit 24 Einsätzen und drei Toren maßgeblichen Anteil daran hatte.
Daraufhin wurde der italienische Spitzenklub Udinese Calcio auf ihn aufmerksam und verpflichtete ihn für die Saison 2008/09, jedoch konnte der Innenverteidiger nicht auf sich aufmerksam machen und wechselte leihweise nach Rumänien zu Unirea Alba Iulia, wo er mit dem Verein als Letzter der höchsten rumänischen Spielklasse absteigen musste. Daraufhin wurde er nach Schottland an den FC Aberdeen weiterverliehen, wo man wie auch im darauffolgenden Jahr beim FK Javor Ivanjica in Serbien den neunten Tabellenrang erreichen konnte. Nachdem sein Vertrag mit Udinese ausgelaufen war, wurde er im Sommer vom österreichischen Klub SK Sturm Graz unter Trainer Peter Hyballa verpflichtet. Sein erstes Spiel für die Blackies gab der Montenegriner am 21. Juli 2012 gegen den amtierenden Meister FC Red Bull Salzburg, welches in der Grazer UPC Arena 0:2 verloren ging. Vujadinović spielte durch. Sein erstes Bundesligator konnte er am 25. August 2012 gegen den FC Admira Wacker Mödling feiern, als er nach einem Eckball von Haris Bukva zum zwischenzeitlichen 2:0 beim 3:2-Erfolg einköpfte. 
Im Sommer 2014 verließ Vujadinović Graz zu CA Osasuna in die spanische Segunda División. Dort sicherte er sich einen Stammplatz in der Abwehr und konnte mit dem Primera-División-Absteiger einen weiteren Abstieg erst am letzten Spieltag vermeiden. Im Sommer 2015 wechselte er zu Beijing Enterprises in die chinesische League One. In Peking verpasste er mit seinem neuen Team zweimal den Aufstieg in die Chinese Super League. Anfang 2017 verließ er China wieder und kehrte nach Osasuna zurück, das mittlerweile in der Primera División spielte. Am Ende der Saison 2016/17 musste er mit seiner Mannschaft absteigen.

## Erfolge
- Bulgarischer Meister 2008